# وادي برهوت (السوم)

تعديل مصدري - تعديل

وادي برهوت هي إحدى قرى عزلة السوم بمديرية السوم التابعة لمحافظة حضرموت، بلغ تعداد سكانها 29 نسمة حسب تعداد اليمن لعام 2004.